# یواس‌اس اسنوک (اس‌اس‌ان-۵۹۲)
یواس‌اس اسنوک (اس‌اس‌ان-۵۹۲) (به انگلیسی: USS Snook (SSN-592)) یک زیردریایی بود که طول آن ۲۵۱ فوت ۹ اینچ (۷۶٫۷۳ متر) بود. این زیردریایی در سال ۱۹۶۰ ساخته شد.